# Przejście graniczne Marklowice Górne-Dolní Marklovice
Przejście graniczne Marklowice Górne-Dolni Marklovice – polsko-czeskie drogowe przejście graniczne położone w województwie śląskim, w powiecie cieszyńskim, w gminie Zebrzydowice, w miejscowości Marklowice Górne, zlikwidowane w 2007.

## Opis
Przejście graniczne Marklowice Górne-Dolni Marklovice z miejscem odprawy granicznej po stronie czeskiej w miejscowości Dolni Marklovice czynne było całą dobę. Dopuszczony był ruch pieszych, rowerzystów, motocykli, samochodów osobowych i mały ruch graniczny. 29 marca 2007 rozszerzono o ruch samochodów ciężarowych, o dopuszczalnej masie całkowitej do 3,5 tony. Kontrolę graniczną osób, towarów i środków transportu wykonywała Graniczna Placówka Kontrolna Straży Granicznej w Zebrzydowicach (GPK SG w Zebrzydowicach).
Do przejścia granicznego po polskiej stronie, można było dojechać drogą wojewódzką nr 937 i w miejscowości Marklowice Górne ul. Adama Asnyka.
21 grudnia 2007 na mocy układu z Schengen przejście graniczne zostało zlikwidowane.

### Przejścia graniczne z Czechosłowacją
W okresie istnienia Czechosłowackiej Republiki Socjalistycznej funkcjonowało w tym miejscu polsko-czechosłowackie przejście graniczne małego ruchu granicznego Marklowice Górne-Dolni Marklovice – I kategorii. Zostało utworzone 13 kwietnia 1960. Czynne było całą dobę. Dopuszczony był ruch osób i środków transportu na podstawie przepustek z wszelkich względów przewidzianych w Konwencji. Kontrola celna wykonywana była przez organy celne. Kontrolę graniczną osób, towarów i środków transportu wykonywała Graniczna Placówka Kontrolna Zebrzydowice (GPK Zebrzydowice).
Formalnie przejście graniczne zostało zlikwidowane 24 maja 1985.
W II RP istniało polsko-czechosłowackie przejście graniczne Marklowice Górne-Dolni Marklovice (miejsce przejściowe po drogach ulicznych), na drodze celnej Marklowice Górne (polski urząd celny Marklowice) – Dolni Marklovice (czechosłowacki urząd celny Dolni Marklovice) oraz miejsca przejściowe po drodze publicznej w rejonie kamieni granicznych nr 61/6 i 62. Były to punkty przejściowe z prawem dokonywania odpraw mieszkańców pogranicza, bez towarów w czasie i na zasadach obowiązujących urzędy celne, ustawione przy drogach kołowych. Dopuszczony był mały ruch graniczny. Przekraczanie granicy odbywało się na podstawie przepustek: jednorazowych, stałych i gospodarczych.

## Galeria

Przejście graniczne Marklowice Górne-Dolní Marklovice
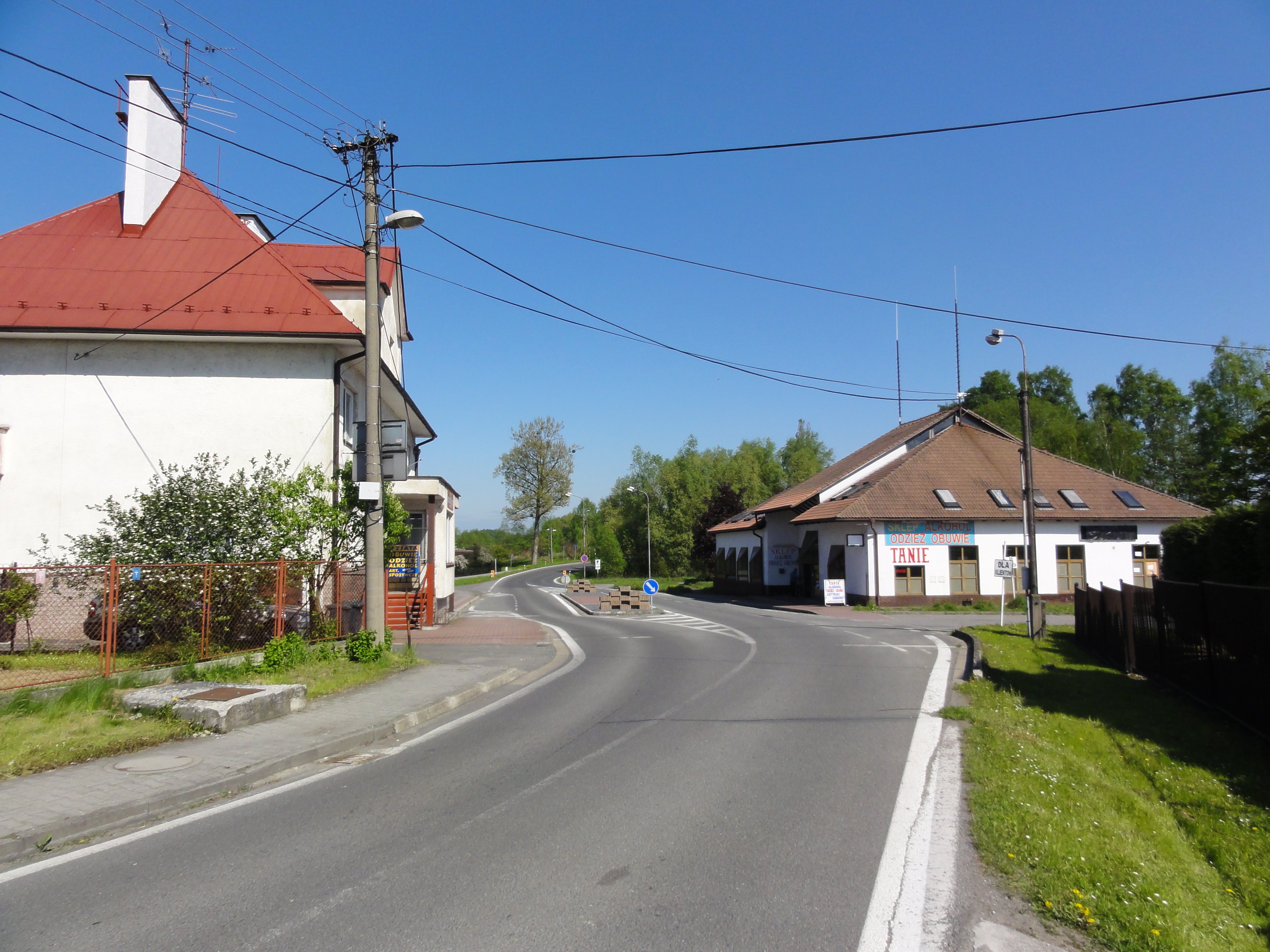
Widok od strony czeskiej (maj 2011)
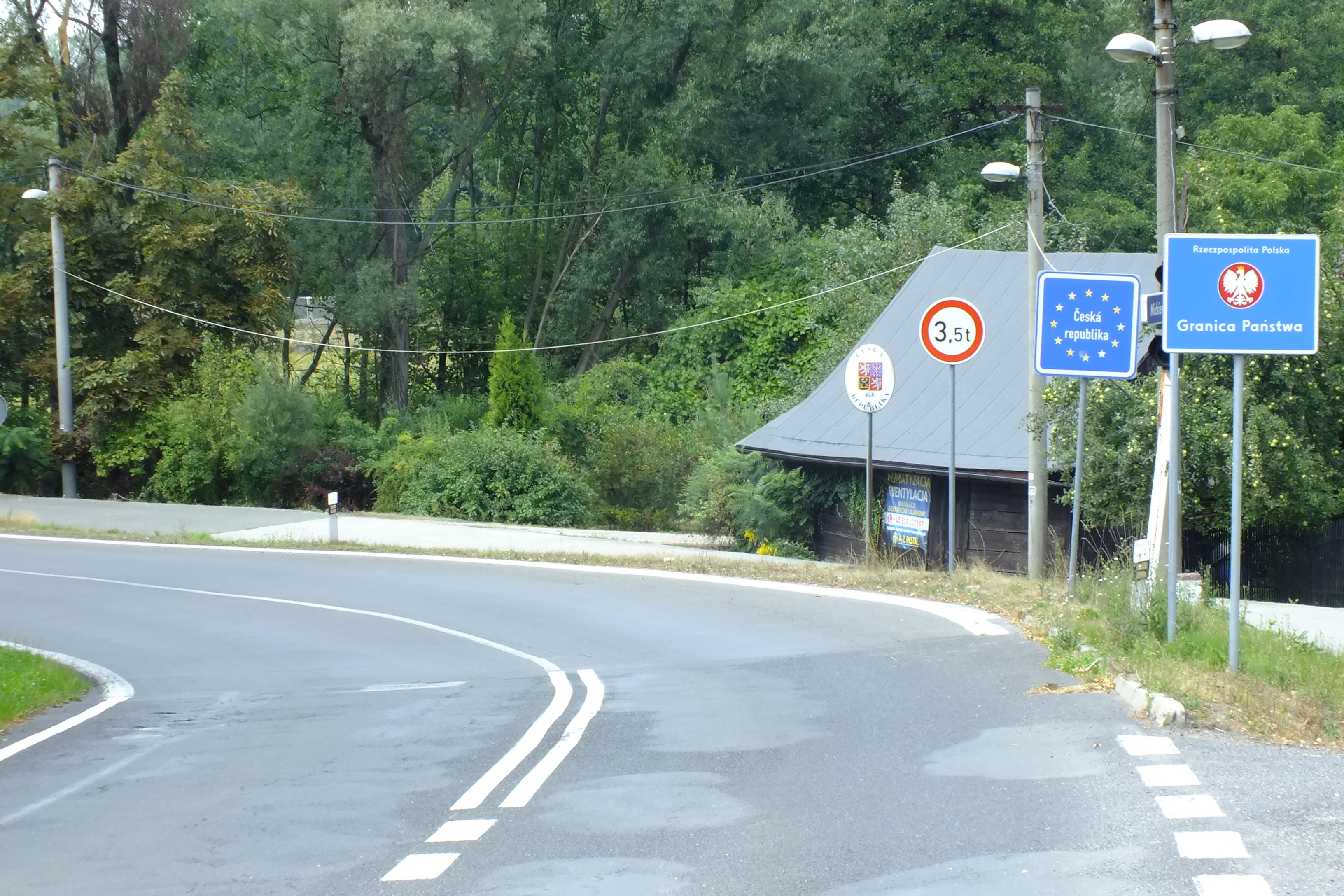
Widok od strony polskiej (sierpień 2015)